# Columbina

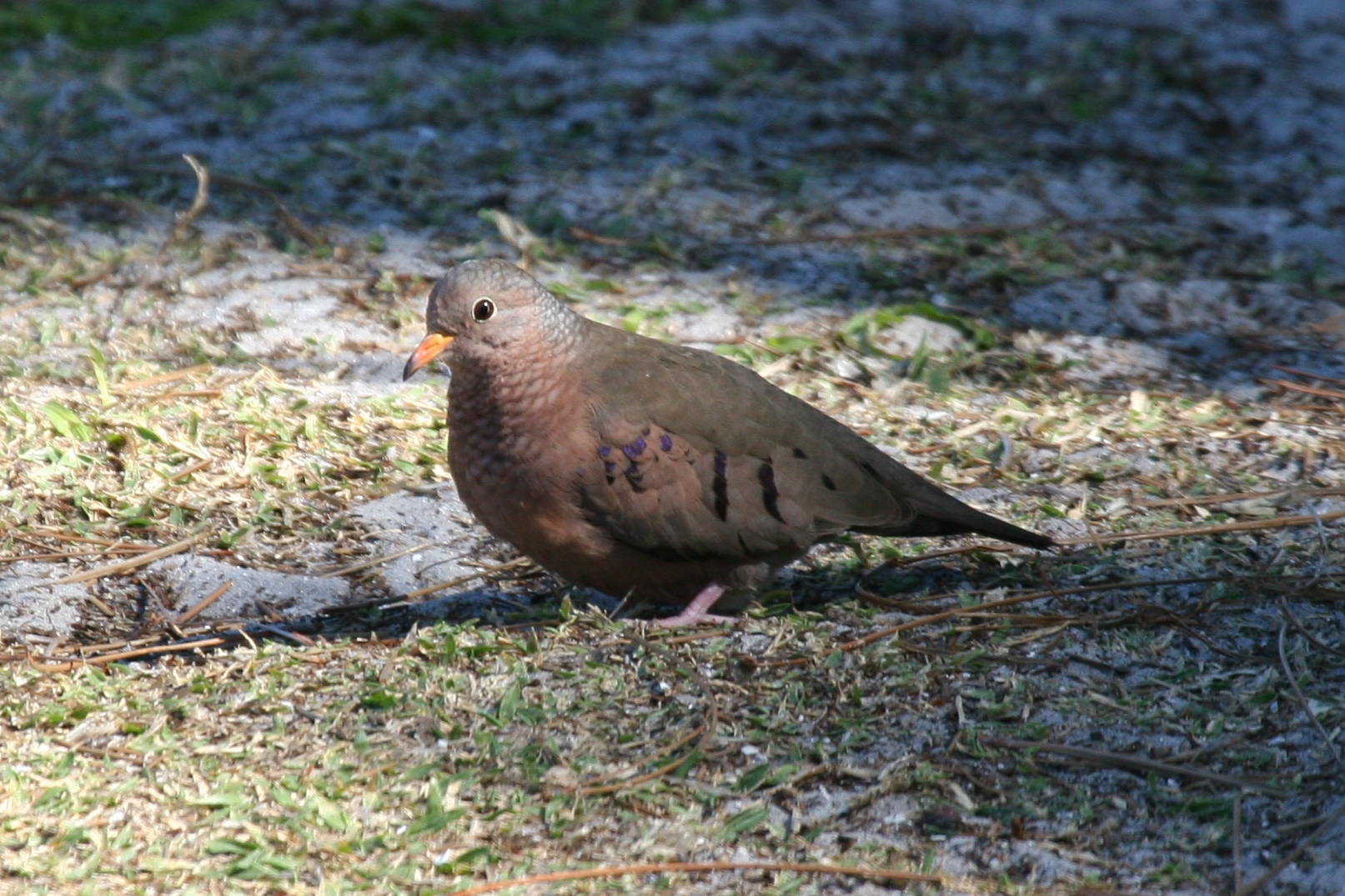
Sperlingstäubchen

Columbina ist eine Gattung der Taubenvögel, die zur Unterfamilie der Amerikanischen Kleintauben gehört. Zur Gattung werden in der Regel sieben Arten zugerechnet, die in Nord-, Mittel- und Südamerika beheimatet sind. Es ist bislang noch nicht gesichert, ob nicht auch die beiden Arten der Gattung Scardafella zu den Columbina zu rechnen sind. 

## Erscheinungsbild
Columbina sind kleine Taubenvögel. Das Zwergtäubchen erreicht nur eine Körperlänge von 15 Zentimeter. Das Sperlingstäubchen ist mit 16,5 Zentimeter nur geringfügig größer. Das entspricht in etwa der Größe eines Sperlings. Die meisten der übrigen Arten sind etwas größer und erreichen die Körpergröße eines Stares.
Wie für Amerikanische Kleintauben charakteristisch ist ihre Gestalt kompakt. Dem Gefieder fehlen auffällige Farben. Grau- und Brauntöne mit schwarzen Flecken und Federsäumen überwiegen. 

## Verbreitung und Lebensraum
Das Verbreitungsgebiet der Columbina erstreckt sich vom Süden Nordamerikas über Mittelamerika und Inseln der Karibik bis nach Uruguay, Chile und Argentinien. Das nördlichste Verbreitungsgebiet hat das Sperlingstäubchen, das in den Vereinigten Staaten die Atlantik- und Golfküste vom Süden South Carolinas bis in den Südosten von Texas besiedelt. An der Westküste kommt die Art auch in Kalifornien vor. Im Landesinneren wird auch der Süden von Arizona besiedelt. 
Die einzelnen Arten besiedeln offenes Gelände mit Bäumen und Sträuchern, Savannen, Ödland, Sekundärwald und Kulturland. Einige Arten haben sich auch den menschlichen Siedlungsraum erschlossen und kommen in Gärten und Parks vor.

## Verhalten
Columbina-Arten halten sich zur Nahrungssuche und zum Sonnenbaden überwiegend auf dem Boden auf. Sie baumen jedoch zum Ruhen und Schlafen auf. Auch ihr Nest befindet sich in Bäumen und Sträuchern. Die Gelege umfassen zwei Eier. Nicht für alle Arten sind die Fortpflanzungsgewohnheiten im Freiland genauer untersucht. Die Brutdauer bei den genauer untersuchten Arten beträgt zwischen 11 und 14 Tagen. Die Nestlingszeit beträgt zwischen zehn und 18 Tagen. Zu den Arten mit einer sehr kurzen Nestlingszeit gehört das südamerikanische Picuitäubchen. 18 Tage dauert dagegen die Nestlingszeit bei den Zwergtäubchen.

## Arten
Folgende Arten werden üblicherweise zu den Columbina gerechnet:
- Sperlingstäubchen (C. passerina)
- Zwergtäubchen (C. minuta)
- Buckleytäubchen (C. buckleyi)
- Rosttäubchen (C. talpacoti)
- Picuitäubchen (C. picui)
- Perutäubchen (C. cruziana)
- Blauaugentäubchen (C. cyanopis)

## Belege